# IT 서비스 관리
IT 서비스 관리(IT service management, ITSM)는 고객에게 제공하는 정보기술(IT) 서비스들을 계획, 설계, 전달, 운영하기 위해 단체에 의해 수행되는 활동 전반(정책에 의해 감독, 프로세스를 통해 조직 및 구성, 절차 지원)을 가리킨다. 그러므로 고객의 요구에 충족하는 IT 서비스의 구현과 연관되며, 사람, 프로세스, 정보기술을 적절히 융합하여 IT 서비스 제공자에 의해 수행된다.
네트워크 관리와 IT 시스템 관리와 같은 더 기술 지향적인 IT 관리와는 달리, IT 서비스 관리는 고객의 요구와 IT 서비스에 초점을 맞추고 지속적인 개선을 강조함으로써 프로세스 접근을 채택하는 것이 특징이다.

## 컨텍스트

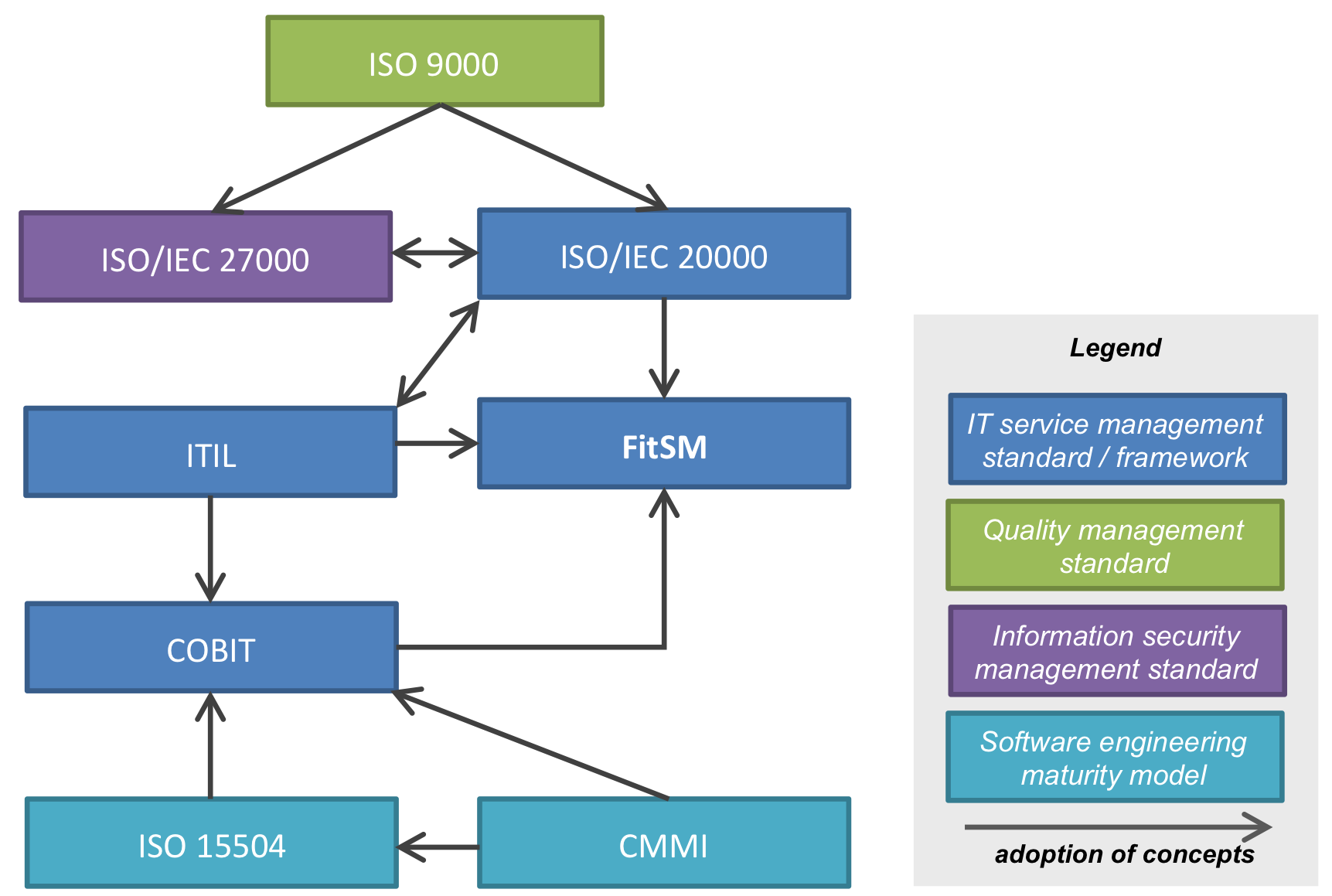
ITSM 프레임워크와 기타 관리 표준 간의 관계.

ITSM은 품질 관리, 정보 보안 관리, 소프트웨어 공학과 같은 다른 IT 및 일반 관리 접근 방식과 공동의 이해 및 유대 관계를 가지고 있다. 이로써 IT 서비스 관리 프레임워크들은 다른 표준들에 의해 영향을 받고 있으며 CMMI, ISO 9000, ISO/IEC 27000와 같은 개념들을 채택하였다.

## 다른 프레임워크
ITSM을 위한 다름 프레임워크는 다음을 포함한다.
- 비즈니스 프로세스 프레임워크 (eTOM)
- COBIT(Control Objectives for Information and Related Technologies)
- FitSM[4]
- ISO/IEC 20000
- MOF[5](마이크로소프트 오퍼레이션스 프레임워크)

## 같이 보기
- ITIL